# Гаролд Літтл
Гаролд Літтл (англ. Harold Little; 27 липня 1893 — 1958) — канадський академічний веслувальник.
Срібний призер Олімпійських Ігор 1924 року в складі вісімки.